# Kriti I
La Kriti I è stata una nave traghetto, appartenuta alla compagnia di navigazione greca Anek Lines dal 1996 al 2025.

## Servizio
Varata nel 1979 in Giappone con il nome di New Suzuran, venne utilizzata insieme alla gemella New Yukari su un collegamento tra Otaru e Tsuruga fino al 1996, quando entrambe le navi furono acquistate dalla cretese Anek Lines. Dopo lavori di rifacimento durati un anno fu ribattezzata Kriti I e immessa insieme alla gemella sulla linea Ancona - Corfù - Igoumenitsa - Patrasso. Tuttavia, su questo servizio le due Kriti risultarono meno competitive delle navi proposte dalle concorrenti Superfast Ferries e Minoan Lines, più veloci e moderne; nel 2001, quindi, la Kriti I fu sostituita dalle nuove Olympic Champion e Hellenic Spirit, venendo spostata su un collegamento tra Ravenna e Catania.
Cancellato dopo un solo anno anche questo servizio, la Kriti I fu inserita insieme alla gemella sulla linea Pireo - Candia, venendo saltuariamente impiegata, nel periodo invernale, nei collegamenti tra la Grecia e l'Italia, durante i periodi di manutenzione delle altre navi Anek. A fine 2012 la nave fu posta in disarmo al Pireo.
Nella stagione estiva 2013 è stata noleggiata dal consorzio di operatori turistici Go in Sardinia per essere utilizzato nei collegamenti da Olbia per Livorno e Civitavecchia. Il servizio fu interrotto anzitempo per un'avaria a un motore; la nave tornò in Grecia per le riparazioni a metà settembre.

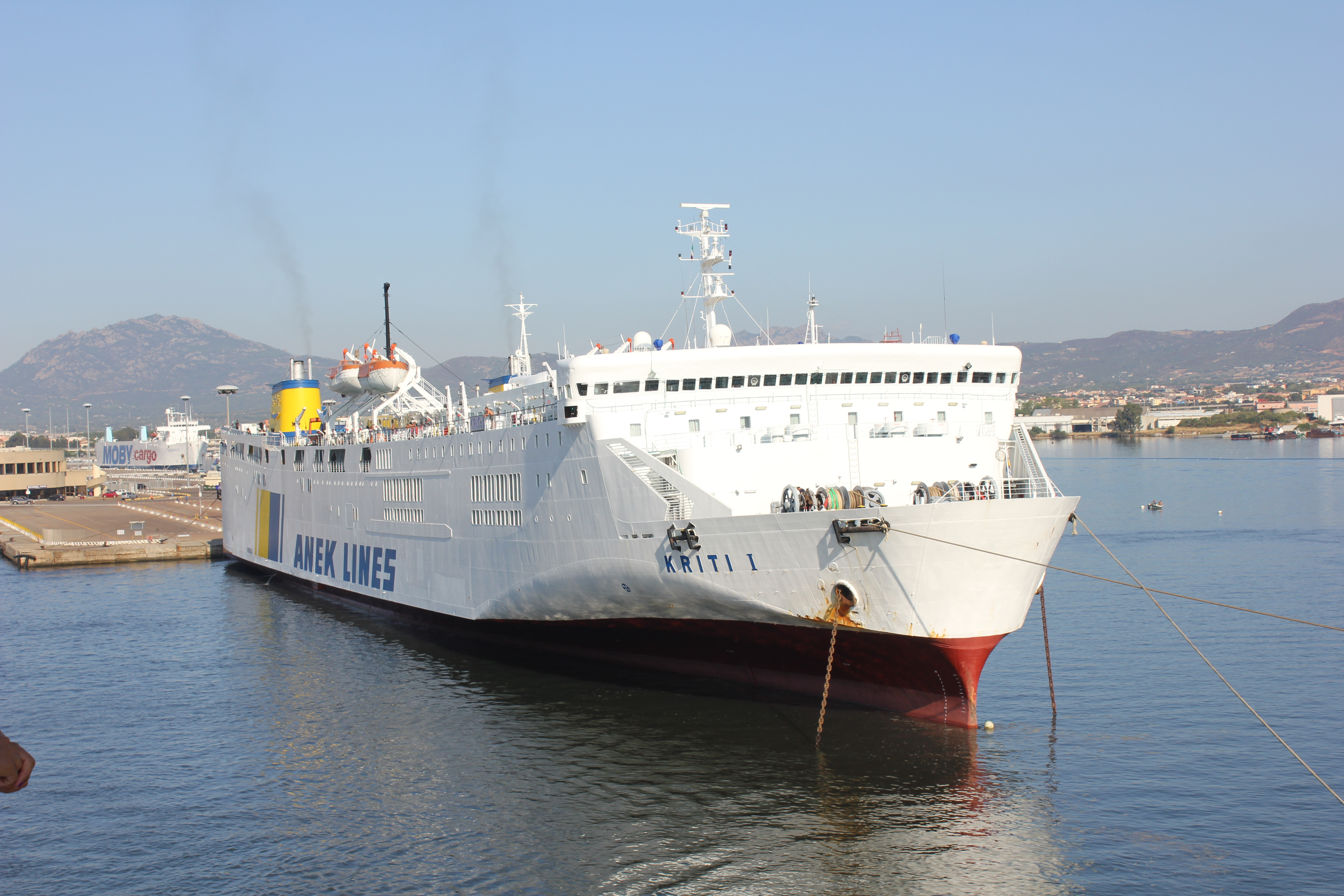
La Kriti I ormeggiata al porto di Olbia nell'agosto del 2013 durante il servizio per Go in Sardinia.

A luglio 2014 la nave tornò in servizio nei collegamenti per Creta in sostituzione della gemella Kriti II.
Dal marzo del 2017 la nave è stata noleggiata alla compagnia italiana Grandi Navi Veloci fino al 31 ottobre 2019, impiega nei collegamenti tra Civitavecchia e Termini Imerese e tra quest'ultima e Napoli. Al termine del noleggio la nave ha fatto rientro in Grecia.
A giugno 2022 viene noleggiata alla Levante Ferries ed impiegata sulla Salonicco-Smirne.
Nel 2023 viene posta in disarmo insieme alla gemella Kriti II nel porto di Eleusis.
A fine 2024 ne viene annunciata la vendita per demolizione insieme alla gemella Kriti II.
A mezzogiorno del 19 maggio 2025 salpa dalla baia di Eleusi verso Aliağa al traino del rimorchiatore Protug 85-1, che già aveva trainato in Turchia la gemella Kriti II. Nella prima mattina del 21 maggio giunge ad Aliağa, dove viene spiaggiata.

## Navi gemelle
- Kriti II (Demolita nel 2025)